# Gustave Pasquier
Gustave Pasquier (* 7. Oktober 1877 in Saulces-Monclin; † 6. April 1965 in Rethel) war ein französischer Radrennfahrer.
Pasquier nahm zwischen 1903 und 1910 an Radrennen teil. 1903 könnte er hinter Hippolyte Aucouturier und Léon Georget den dritten Platz beim Klassiker Bordeaux–Paris belegt haben. Im selben Jahr startete er bei der ersten Tour de France. Die fünfte Etappe der Tour beendete Pasquier als Zweiter hinter Maurice Garin. In der Gesamtwertung der Rundfahrt belegte der Franzose schließlich den achten Rang. Außerdem nahm Pasquier in den Jahren 1905 und 1910 an der Tour de France teil; er gab jeweils während der dritten Etappe auf.
Der Teilnehmer an der Tour de France 1903 wird oft auch als Arthur oder Georges Pasquier bezeichnet. Die Tageszeitung Libération bestätigte 2003 bezugnehmend auf ein Interview 42 Jahre zuvor Gustave als Teilnehmer.